# Pakafélék
A pakafélék (Cuniculidae) vagy régebbi nevén (Agoutidae) az emlősök (Mammalia) osztályába és a rágcsálók (Rodentia) rendjébe tartozó család.
A pakafélék családját többször is összevonták az agutifélék (Dasyproctidae) családjával. De a molekuláris vizsgálatok azt mutatják, hogy a pakák és agutik mégis két külön családba tartoznak.

## Rendszerezés
A családba az alábbi 1 nem és 2 faj tartozik:
- Cuniculus Brisson, 1762 - 2 faj
  - pettyes paka (Cuniculus paca) Linnaeus, 1766 - típusfaj
  - hegyi paka (Cuniculus taczanowskii) Stolzmann, 1865

## Tudnivalók
A pakafélék megtalálhatók Mexikó déli részétől egészen Argentína északi részéig. Ezek az állatok a következő országokban is élnek: Belize, Bolívia, Brazília, Kolumbia, Costa Rica, Kuba, Ecuador, Salvador, Francia Guyana, Guatemala, Guyana, Honduras, Nicaragua, Panama, Paraguay, Peru, Suriname, Trinidad és Tobago és Venezuela.
Több országban is, a pakahús ínyencfalatnak számít, és a luxusvendéglőkben jó pénzért feltálalják őket. Emiatt ezekben az országokban a vízidisznó (Hydrochoerus hydrochaeris) mellett, ezeket az állatokat is tenyésztik. A pakaféléket a Yucatán-félszigeten lakó indiánok is tenyésztették; akkoriban az állatok húsa csak a királyokat illette meg. Ha közember evett belőle, kemény büntetésben részesült.
Manapság az orvvadászat miatt a pakafélék száma erősen lecsökkent.

## Életmódjuk
Ezek az állatok főleg az esőerdőket kedvelik, de egyéb élőhelyeken is megtalálhatók, például mocsarakban, lombhullató erdőkben, magas hegyi bozótosokban és folyók szélén. Legfőbb táplálékuk a gyümölcsök, de ezek mellett fogyasztanak gyökereket, magokat, leveleket, gumókat és virágokat is. Az étrendjük az élőhelytől és évszaktól függően is változik. Fogságban a pakafélék a növényi táplálék mellett húst, gyíkokat és rovarokat is fogyasztanak.

### Fordítás
Ez a szócikk részben vagy egészben  a   Paca című angol Wikipédia-szócikk fordításán alapul.  Az eredeti cikk szerkesztőit annak laptörténete sorolja fel. Ez a jelzés csupán a megfogalmazás eredetét és a szerzői jogokat jelzi, nem szolgál a cikkben szereplő információk forrásmegjelöléseként.